# Nikolai Volkoff
Josip Nikolai Peruzović (Socialistische Republiek Kroatië, 14 oktober 1947 - Glen Arm, Maryland, 29 juli 2018), beter bekend als Nikolai Volkoff, was een Kroatisch professioneel worstelaar, die bekend was in de World Wrestling Federation (WWF).

## In worstelen
- Aanval en kenmerkende bewegingen
  - Bear hug
  - Boston crab
  - Lifting backbreaker
  - Russian Sickle (Clothesline)
  - Scoop slam

- Managers
  - Slick
  - Bobby Heenan
  - Ted DiBiase
  - Captain Lou Albano
  - Classy Freddie Blassie
  - The Iron Sheik

## Erelijst
- Championship Wrestling from Florida
  - NWA Florida Tag Team Championship (1 keer met Ivan Koloff)

- Georgia Championship Wrestling
  - NWA Georgia Heavyweight Championship (1 keer)

- Mid-Atlantic Championship Wrestling
  - NWA Mid-Atlantic Tag Team Championship (1 keer met Chris Markoff)

- Mid-South Wrestling
  - Mid-South North American Championship (1 keer)

- NWA Detroit
  - NWA World Tag Team Championship (1 keer met Boris Volkoff)

- World Wide Wrestling Federation / World Wrestling Entertainment
  - WWF Tag Team Championship (1 keer met The Iron Sheik)
  - WWWF International Tag Team Championship (3 keer; 2x met Geto Mongol en 1x met Johnny De Fazio)
  - Slammy Award
    - Most Ignominious (1986)
    - Best Personal Hygiene (1987 - met Boris Zhukov en Slick)

  - WWE Hall of Fame (Class of 2005)

- World Wrestling Association
  - WWA World Tag Team Championship (2 keer; 1x met Angelo Poffo en 1x met Boris Volkoff)